# Valeri Sálov
Valeri Borísovich Sálov (Вале́рий Бори́сович Са́лов (nacido el 26 de mayo de 1964 en Breslavia, Polonia), es un Gran Maestro ruso de ajedrez.

## Biografía
Sálov se graduó en Economía Política en la Universidad de Leningrado y es politólogo. Aprendió a jugar ajedrez a los ocho años y luego tuvo buenos preparadores. En sus primeros años ya había sido campeón del mundo sub-16 en 1980 y campeón de europeo Junior en 1983-84. En 1984 obtuvo el título de Maestro Internacional y el de Gran Maestro en 1986. 
En 1987 compartió el primer lugar en el Campeonato de la URSS de ajedrez, donde perdió el desempate contra Aleksandr Beliavski (+0 −2 =2). En el campeonato soviético de 1988 finalizó 3º, empatado con Artur Yusúpov, detrás de Anatoli Kárpov y Gari Kaspárov. En 1984 Anatoli Kárpov se fijó en él y le pidió que le hiciera de preparador; estuvo junto a él en los encuentros del Campeonato del mundo Karpov-Kasparov. En 1991 conquistó el Torneo de Ámsterdam, por delante de Kárpov y Kaspárov. Llegó a ser el tercero de la clasificación mundial ELO.
Sálov se clasificó dos veces para el Torneo de Candidatos: en 1988, aunque perdió en enero frente a Timman (+0, =5,-1); y en 1996, cuando llegó a semifinales venciendo a Alexander Jálifman y Jan Timman, pero no a Gata Kamsky. Después tuvo un brillante éxito ganando el torneo de Tilburg. Reside en España desde 1992; vivió en Linares y luego en Valdemaqueda; en 1995 fijó su residencia en San Lorenzo de El Escorial hasta la actualidad. Nunca se llevó bien con Kaspárov (Sálov es uno de los pocos que le ha ganado más partidas que al contrario) y siempre se negó a avalar sus iniciativas, por ejemplo los torneos de la PCA creados por Kaspárov.
En enero de 2000 Sálov dejó de jugar en torneos de ajedrez oficiales. Algunos piensan que está aquejado de una paranoia parecida a la de Fischer.